# Bruno Wögerer
Bruno Wögerer (* 30. Mai 1943 in Linz) ist ein ehemaliger österreichischer Politiker (SPÖ) und Direktor einer Handelsakademie. Er war von 1989 bis 1996 Abgeordneter zum Burgenländischen Landtag.
Nach der Volks- und Hauptschule in Linz absolvierte Wögerer von 1957 bis 1960 eine Lehre als Drogist und Kaufmannsgehilfe. Er leistete daraufhin ab 1960 seinen Präsenzdienst ab und war im Anschluss zeitverpflichteter Soldat beim Österreichischen Bundesheer. Zeitgleich absolvierte er das Bundesgymnasium für Berufstätige in Linz und maturierte 1965. Nach einem Aufenthalt in England zwischen 1965 und 1967 studierte Wögerer an der Universität Wien, wobei er sein Studium 1974 mit dem akademischen Grad Mag. phil. abschloss. Wögerer arbeitete in der Folge ab 1970 als Professor für Deutsch und Englisch am BG/BRG Neusiedl am See und übernahm 1980 die Leitung der Bundeshandelsakademie und Bundeshandelsschule Neusiedl am See - Frauenkirchen. Im politischen Bereich war er ab 1972 als Ausschuss-Mitglied der SPÖ Neusiedl am See aktiv, ab 1973 war er zudem Mitglied des Bezirksausschusses. Zudem war er von 1977 bis 1982 Gemeinderat in Neusiedl am See und danach Vizebürgermeister. Zwischen dem 26. Jänner 1989 und dem 27. Juni 1996 vertrat er die SPÖ im Burgenländischen Landtag, zudem war er ab 1990 Landesvorsitzender der Kinderfreunde.
Ab 2000 hat Wögerer mit der Ausbildung zum Psychotherapeuten begonnen, und zwar in zwei Fachrichtungen: Systemische Familientherapie und Logotherapie nach Viktor Frankl; seit 2004 führt er eine Praxis für Psychotherapie in Neusiedl am See. Daneben engagierte er sich bei pro mente Burgenland, einem Verein für psychische und soziale Gesundheit, der unter anderem Wohn- und Therapieeinrichtungen für psychisch Kranke in Lackenbach und Kohfidisch betreibt; darüber hinaus hat pro mente Burgenland gemeinsam mit pro mente Wien in Rust eine Reha-Klinik, vorwiegend zur beruflichen Wiedereingliederung von Menschen mit psychischen Problemen, errichtet hat. Seit 2006 ist Bruno Wögerer Obmann von pro mente Burgenland.
Nach langjähriger Tätigkeit im burgenländischen Jugend-Rot Kreuz wurde Wögerer 2006 in das Präsidium des Roten Kreuzes Burgenland gewählt; seit 2007 ist Wögerer Präsident des Roten Kreuzes Burgenland. 